# Heteropoda dasyurina
Heteropoda dasyurina este o specie de păianjeni din genul Heteropoda, familia Sparassidae. A fost descrisă pentru prima dată de Hogg, 1914. Conform Catalogue of Life specia Heteropoda dasyurina nu are subspecii cunoscute.